# Chicago Men's Challenger 2023
Il Chicago Men's Challenger 2023 è stato un torneo maschile di tennis giocato sul cemento. È stata la 2ª edizione del torneo, facente parte della categoria Challenger 75 nell'ambito dell'ATP Challenger Tour 2023. Si è giocato all' XS Tennis Village di Chicago, negli Stati Uniti, dal 10 al 16 luglio 2023.

## Partecipanti

### Teste di serie
| Nazionalità | Giocatore                  | Ranking* | Testa di serie |
| ----------- | -------------------------- | -------- | -------------- |
| Australia   | James Duckworth            | 110      | 1              |
| Stati Uniti | Aleksandar Kovacevic       | 120      | 2              |
| Ecuador     | Emilio Gómez               | 127      | 3              |
| Cina        | Shang Juncheng             | 155      | 4              |
| Turchia     | Altuğ Çelikbilek           | 211      | 5              |
| Canada      | Alexis Galarneau           | 215      | 6              |
| Francia     | Giovanni Mpetshi Perricard | 218      | 7              |
| Stati Uniti | Steve Johnson              | 219      | 8              |

* Ranking al 3 luglio 2023.

### Altri partecipanti
I seguenti giocatori hanno ricevuto una wild card per il tabellone principale:
- Kei Nishikori
- Ethan Quinn
- Eliot Spizzirri

Il seguente giocatore è entrato in tabellone come special exempt:
- Michail Kukuškin

I seguenti giocatori sono entrati in tabellone come alternate:
- Jason Jung
- Skander Mansouri
- James McCabe
- Yasutaka Uchiyama

I seguenti giocatori sono passati dalle qualificazioni:
- Omar Jasika
- Illja Marčenko
- Chung Yun-seong
- Ernesto Escobedo
- Tristan Schoolkate
- Bernard Tomic

Il seguente giocatore è entrato in tabellone come lucky loser:
- Evan Zhu

## Punti e montepremi
| Torneo    | Torneo              | V      | F     | SF    | QF    | 2T    | 1T  | Q | Q2  | Q1  |
| Singolare | Punti               | 75     | 50    | 30    | 16    | 7     | 0   | 4 | 2   | 0   |
| Singolare | Premi in denaro ($) | 10,840 | 6,355 | 3,780 | 2,200 | 1,300 | 780 | – | 390 | 200 |
| Doppio    | Punti               | 75     | 50    | 30    | 16    | –     | 0   | – | –   | –   |
| Doppio    | Premi in denaro ($) | 4,645  | 2,700 | 1,630 | 965   | –     | 545 | – | –   | –   |

## Campioni

### Singolare
Alex Michelsen ha sconfitto in finale  Yuta Shimizu con il punteggio di 7–5, 6–2.

### Doppio
Miķelis Lībietis /  Skander Mansouri hanno sconfitto in finale  Chung Yun-seong /  Andrew Harris con il punteggio di 7–6(5), 6–3.